# Trygve Lundgreen
Trygve Lundgreen (9 april 1888 - 1 juni 1947) was een Noorse schaatser.
Trygve Lundgreen debuteerde bij het WK Allround van 1909 met een 9e plaats. In 1912 behaalde hij zijn beste prestatie met een bronzen medaille op het WK Allround in Oslo.

## Resultaten
| Jaar | EK Allround | WK Allround |
| ---- | ----------- | ----------- |
| 1909 | -           | 9e          |
| 1910 | -           | -           |
| 1911 | 6e          | 5e          |
| 1912 | -           | Brons       |
| 1913 | -           | -           |
| 1914 | -           | 13e         |

### Medaillespiegel
| Kampioenschap | Goud | Zilver | Brons |
| ------------- | ---- | ------ | ----- |
| EK Allround   | 0    | 0      | 0     |
| WK Allround   | 0    | 0      | 1     |